# Brutality, Religion and a Dance Beat
Brutality, Religion and a Dance Beat è un singolo in vinile realizzato nel novembre 1977 per l'etichetta Eric's, un cosiddetto "split single", contenente due canzoni di artisti diversi. Sul lato A è registrato il brano "Big in Japan" del gruppo eponimo Big in Japan, mentre sul lato B è registrato il brano "Do The Chud" dei Chuddy Nuddies , in seguito Yachts, entrambi gruppi di Liverpool appartenenti alla scena punk fine anni settanta.
La canzone "Big in Japan" è un brano di genere power pop/punk nel quale Jayne Casey , canta ripetendo solo il nome della canzone. Sul lato B, "Do The Chud", dei Chuddy Nuddies, è un brano in genere synthpop, basato sul suono di un sintetizzatore nello stile dei The Stranglers.

## Musicisti

### Big in Japan
- Jayne Casey – voce
- Bill Drummond– chitarra
- Ian Broudie – chitarra
- Clive Langer – chitarra
- Kev Ward – basso
- Phil Allen – batteria

### The Chuddy Nuddies
- Bob Bellis
- Henry Priestman
- Martin Dempsey
- Martin Watson